# ロベルト・タレンツィ
ロベルト・タレンツィ（Roberto Tarenzi、1977年生）は、ジャズ・ピアニスト。
イタリア・ロンバルディア州ミラノ出身。

## 略歴
8歳でクラシック・ピアノを始めた後、10代でジャズに転向。1994年にバークレー（ウンブリア・ジャズ）のマスタークラスでレイ・サンティーズィに師事、1996年にシエナ・ジャズでエンリコ・ピエラヌンツィ、フランコ・ダンドレーアに学ぶ。
並行して、ミラノの音楽学校（Civici Corsi di Jazz di Milano）でエンリーコ・イントラ、ロベルト・プロンツァートに師事。1995年（当時18歳）にはエンリーコ・イントラ率いるビッグ・バンドに参加し、4枚のCDの録音に参加している。
本格的なキャリア開始は、2000年のキューズ・トリオ（CUES TRIO）結成以降で、2001年にファースト・アルバム、翌年にはデイヴ・リーブマンを迎えクァルテット盤を録音。
欧州のメロディ感覚にニューヨークの先鋭感覚を取り入れたスタイルをその特徴とし、近年は欧州のみならずニューヨークほかでも精力的に活動をおこなっている。
2008年7月にはアリーチェ・リチャルディとともに来日を果たす。

## ディスコグラフィ

### リーダー・アルバム
- Introducing Cues Trio (2001年、DDQ) ※with トニー・アルコ、ルーチョ・テルツァーノ
- Feel (2002年、abeat Records) ※Cues Trio Meets David Liebman名義
- 13 Floors (2007年)
- Dream Of Nite (2007年、EmArcy) ※with デイヴ・リーブマン、トニー・アルコ、パオロ・ベネデッティーニ
- Negative Space (2008年、EmArcy) ※with デイヴ・リーブマン、トニー・アルコ、パオロ・ベネデッティーニ
- Dig Deep (2008年)
- 『ワン・デイ・アイル・フライ・アウェイ』 - One Day I'll Fly Away (2009年、Dejavu) ※ロベルト・タレンツィ・トリオ名義
- Involvingevolvingrevolving (2011年、Alice Records)
- Other Digressions (2013年、Abeat Records)
- Love And Other Simple Matters (2018年、Via Veneto Jazz) ※with James Cammack、Jorge Rossy
- 11 Little Thing (2019年、Music Center) ※with Dario Deidda、Roberto Pistolesi

### 参加アルバム
- Italian Club Graffiti (1996年)
- Night Creature (1999年)
- New Perspectives (1999年)
- New Italian Graffiti (2000年)
- Nat Su Quartet : Volatile (2005年)
- ガエターノ・パルティピロ : The Right Place (2006年)
- フランコ・アンブロゼッティ&ミシェル・ボッザ : 『ロコモーション』 - Locomotion (2006年)
- アリーチェ・リチャルディ : 『カムズ・ラヴ』 - Comes Love (2007年)
- トニー・アルコ・トリオ : 『ラザー・オッド』 - Rather Odd (2009年)
- ニッキー・ニコライ : Più Sole (2009年)
- マックス・イオナータ : Night Walk (2009年)
- ステファノ・ディ・バティスタ : Espresso Live (2009年)
- ステファノ・ディ・バティスタ : Woman’s Land (2010年)
- ロザリオ・ジュリアーニ : Images (2012年)